# Le Droit du serf
Le Droit du serf est un groupe d'influence créé en octobre 2000. Son but est de « faire respecter le droit des auteurs à jouir décemment de leurs œuvres ». Il regroupe dès sa création différents auteurs français issus en particulier de la littérature de science-fiction : Ayerdhal, Jean-Pierre Andrevon, Pierre Bordage, Philippe Curval, Serge Lehman, Francis Mizio et Norman Spinrad. Le but est de renégocier les montants des droits d'auteurs accordés sur les ventes de livres, soit 7 à 10 % du prix du livre hors taxes, la plus grande part revenant à l'éditeur et au distributeur.
En janvier 2014, Ayerdhal a annoncé que ce groupe de réflexion comptait à peu près 1 300 membres et, sur Facebook, le groupe de réflexion affiche 1 144 membres à la date du 20 janvier 2014.

## Actions
Le Droit du serf a commencé son action en 2000 par la publication d'un manifeste sous forme de lettre ouverte aux éditeurs et aux parlementaires, intitulé « Le droit du Serf ».
Il s'est ensuite fait connaître par son engagement contre le registre ReLIRE de la BnF et la loi sur les livres indisponibles. En 2012, il fait parvenir à l'assemblée nationale et au Sénat une pétition intitulée « Le droit d'auteur doit rester inaliénable ».
En janvier 2013, il a rencontré la mission dite « Pierre Lescure ».
Début mai 2013, il a déposé un recours contre le décret organisant le registre ReLIRE, arguant de violations de normes internationales,,.